# Caja y espiga

Unión de caja y espiga.

Principio de acoplamiento de los tablones de los antiguos barcos griegos con doble caja y espiga postiza

El ensamblaje de caja y espiga es una técnica de ensamblaje que se ha utilizado desde hace milenios en todo el mundo para acoplar piezas de madera entre sí, principalmente cuando las piezas adyacentes se conectan en un ángulo de 90 grados. En su forma básica es simple y fuerte. Aunque hay muchas variaciones de esta unión, la caja y la espiga tienen dos componentes: el agujero de la caja o mortaja y la lengua de la espiga. La espiga, formada en el extremo de un miembro referido generalmente como un carril, se inserta en un agujero cuadrado o rectangular cortado en el otro miembro correspondiente. La espiga se corta para adaptarse al agujero de mortaja exactamente (o bien un poco más pequeña en caso de utilizar herramientas manuales), y por lo general tiene hombros rectos que se asientan sobre el miembro cuando la articulación entra completamente en el agujero de mortaja. La junta o acoplamiento de ambas piezas puede ser pegada, clavada, acuñada o atornillada para mantener las piezas unidas firmemente.
Este acople también se utiliza con otros materiales. Por ejemplo, es un método tradicional para canteros y herreros.

## Antigua Grecia
El ensamblaje de caja y espiga se empleaba para unir los tablones de los antiguos barcos griegos con doble caja y espiga postiza. Este conjunto se fijaba con una clavija de madera.